# Dere rufeola
Dere rufeola là một loài bọ cánh cứng trong họ Cerambycidae.